# Otto Straßburg

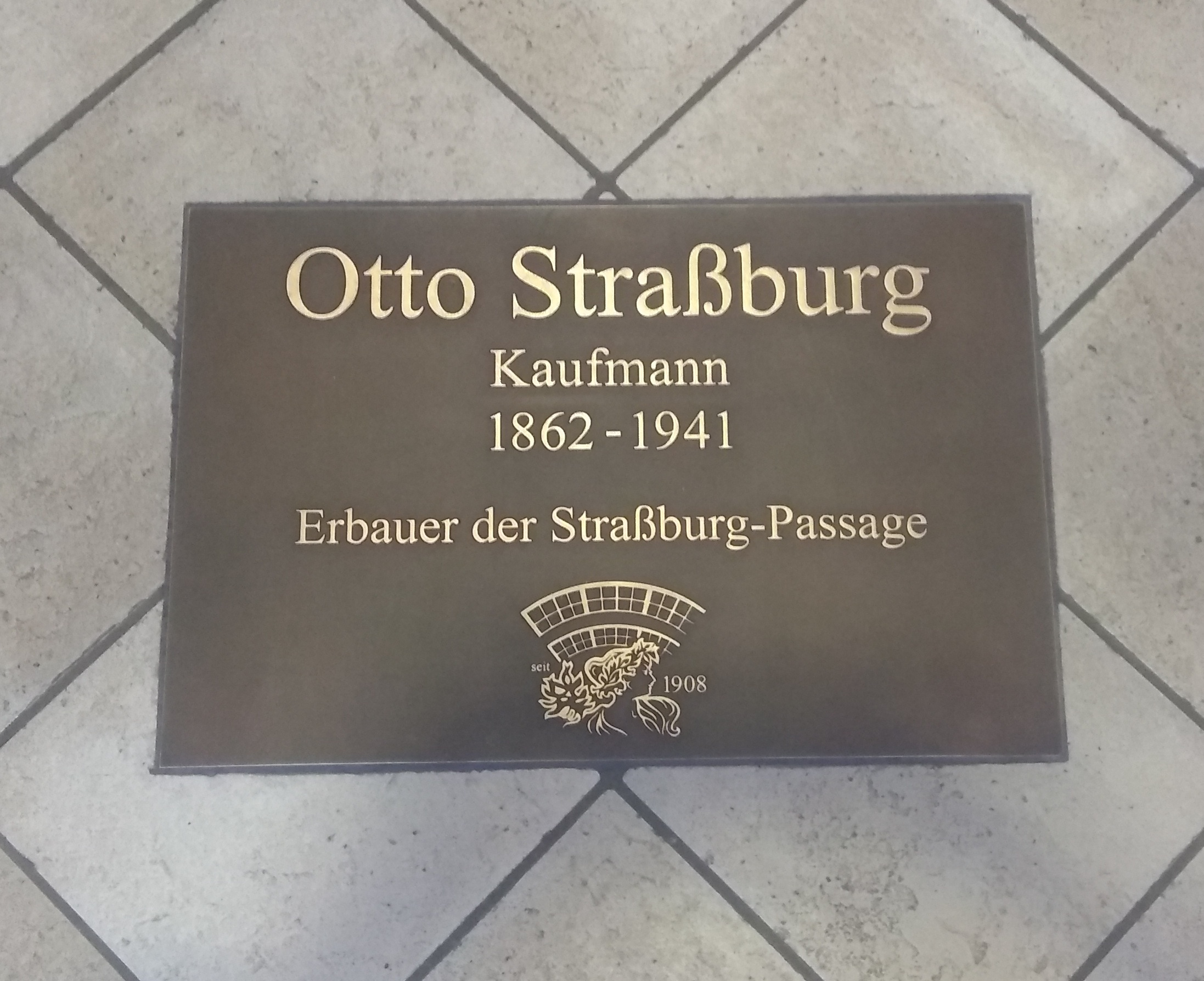
Gedenktafel für Otto Straßburg im Fußboden der Straßburg-Passage

Heinrich Karl Otto Straßburg (* 18. Januar 1862 in Kölleda; † 22. Mai 1941 in Görlitz) war ein deutscher Textil-Einzelhandelskaufmann in Görlitz.

## Leben
Mit seinem Namen verbunden ist die Straßburg-Passage, die er in den Jahren 1907 und 1908 in Görlitz bauen ließ. Mit dieser Ladenpassage  entstand in Görlitz eine Geschäftszeile, die in vergleichbarer Form sonst nur in Großstädten zu finden war. Ihr Bau war seinerzeit nicht unumstritten. Von „Größenwahn“ war zu lesen, aber auch davon, dass dieses architektonische Kleinod mit seinen Geschäften den Kundenwünschen nach großen, hellen Verkaufsräumen und reicher Auswahl Rechnung trägt. Die Passage ist ganz im Zeichen des Jugendstils erbaut, umfasst zweigeschossige Lichthöfe und wurde 1997 nach grundlegender Sanierung neu eröffnet.
In der Chronik der Synagoge von Görlitz wird erwähnt, dass sein Unternehmen für die Innenausstattung Teppiche und Läufer gestiftet hat.
Auf dem städtischen Friedhof in Görlitz ist seine schlichte Familiengruft mit Granitabdeckung zu finden. An der Mauer befindet sich die Grabplatte aus Marmor, darüber ein reliefartiger Schriftzug.
Am 4. Mai 2019 wurde eine Gedenktafel für Otto Straßburg im Fußboden des Eingangs von der Berliner Straße her enthüllt.